# Северный (Сакмарский район)
Северный — посёлок в Сакмарском районе Оренбургской области. Входит в состав Светлого сельсовета.

## История
В 1961 г. Указом Президиума ВС РСФСР поселок отделения № 2 совхоза «Большевик» переименован в Северный.

## Население
| 2010 |
| ---- |
| 120  |